# 入崎丞
入崎 丞（いりさき すすむ、生没年不明）は、新選組隊士とされる人物。姓は「いりざき」とも。

## 経歴
入崎丞は、『中山忠能日記』のみに記録される隊士である。中山忠能日記によると、「新選組入崎丞、田中一両人来たり」とある。
この入崎は、しばしば山崎丞の誤記と思われている。だが、山崎が中山忠能を訪ねたという記録はない。よって、隊士の変名、誤記なのか、一時的に在隊していた隊士なのかは不明である。
一方の田中一（たなか はじめ）については、まったく情報がない。ただ、新選組隊士の斎藤一、佐々木一とは別人である。